# Dreptatea
Dreptatea este un ziar din România cu sediul în București.

## Istoric
După ce la 10 octombrie 1926 s-a înființat PNȚ, prin fuziunea a două partide (PNR și PȚ), din 1927 ziarul „Dreptatea“ de la București, al Partidului Țărănesc din Vechiul Regat, a devenit oficiosul partidului, în timp ce la Cluj „Patria“ a rămas ziarul Partidului Național din Transilvania.
Primii editori ai ziarului au fost: Virgil Madgearu (1927-1928), George Ștefănescu (1928-1930), Petre Ciorănescu (1930-1932), Constantin Gongopol (1932-1934), Mihai Ralea (1934-1938), Demostene Botez (martie – iulie 1938), Ion Livianu (1944), Nicolae Carandino (1944-1947).
Apariția ziarului „Dreptatea“ a fost interzisă, ca și partidul, atunci când a fost instaurată dictatura carlista. După anii ‘44, la 23 august, „Dreptatea“ a reapărut ca o publicație de rezistență împotriva comunismului și de apărare a ființei naționale. Programul partidului era în consensul opiniei publice, așa încât ziarul a avut ecou, iar majoritatea celor din clasa politică de atunci capitulaseră sau trecuseră în tabăra puterii. 
La 2 septembrie 1944, în ziarul „Dreptatea", în articolul inaugural al epurărilor, apărut sub semnătura lui Oscar Lemnaru, acesta promitea: "Prin fața acestui reflector (n.n. ziarul "Dreptatea") vor trece răufăcători ca la Poliție (...) Vom scotoci toate ascunzișurile (...) vom cotrobăi prin toate hrubele întunecate în care zac uneltele de lucru ale unei generații de imbecili și le vom așeza în locul de onoare în muzeul acuzator al momentului de azi".
După câteva luni, în 1945, ziarul a fost interzis, iar sediul și tipografia au fost devastate. Abia la începutul anului 1946, în urma presiunilor Occidentului, s-au organizat alegeri, iar ziarul a mai apărut încă o jumătate de an. De la începutul anului 1946 și până la sfârșitul lui 1947, a fost cea mai glorioasă perioadă a ziarului „Dreptatea“.
Din 1945 până în 1947 redactor la ziarul Dreptatea a fost și Paul Lăzărescu. Acesta a fost arestat în 1947 și condamnat la un an închisoare (sentința 412/26 martie 1948) pentru ”publicație necenzurată”, fiind deținut la penitenciarele M.A.I., Văcărești, Uranus și Aiud.
PNȚ era un partid de rezistență la regimul comunist. Astfel se explică faptul că a obținut la alegerile din 1947 70% din voturi, cu toată persecuția la care fusese supus. Se știe însă că rezultatul alegerilor nu a fost oficializat de regimul comunist, care a desființat apoi PNȚ și a închis liderii acestuia. Au urmat nesfârșiții ani de pușcărie pe care i-au făcut zeci de mii de țărăniști.
În zilele de 22 - 23 decembrie 1989 - Corneliu Coposu anunța printr-un mesaj manifest reintrarea în viața publică a Partidului Național Țărănesc, devenit ulterior Creștin și Democrat – „PNȚCD”.

## Serie nouă
Ziarul a reapărut la data de 5 februarie 1990, fiind distribuit în toată țara într-un tiraj de peste 20 de mii de exemplare.
Directorul de onoare al publicației era Nicolae Carandino, în timp ce director era Paul Lăzărescu.
Printre colaboratorii primului număr se regăseau Adrian Marino, Ion Alexandru, Gabriel Țepelea și Ilie Costache.
După începuturi, ziarul a fost condus de publicistul Ilie Păunescu, colaborator al Radio Europa Liberă revenit din exil. În acea perioadă, din redacția "Dreptății" au făcut parte jurnaliști care ulterior aveau să devină cunoscuți, ca Adrian Pătrușcă, Roland Cătălin Pena, Antoaneta Dohotariu, Florian Bichir, Oana Stănciulescu, Cezar Ion, Bogdan Cristel și poetul și publicistul Petre Stoica, care a îndeplinit o bună bucată de vreme funcția de redactor-șef. Ulterior, ziarul a fost condus de Radu Vasile, înainte ca acesta să devină premier al României.
În 2001, director interimar al ziarului a fost Teodor Morariu.
La 27 martie 2007, ziarul Dreptatea și-a reluat apariția, condus de analistul politic Nicolae Mardari care se baza pe echipa lui, formată din Bianca Preda, Dana Pascu, Silviu Alupei, Andrei Chirică, Mădălina Naumencu și alții. În fiecare număr a fost prezent Ion Barbu, cu caricaturi caustice.
În 2009 a apărut - Dreptatea Online - Versiunea neoficială, a cărui direcție principală a fost revenirea la valorile tradiționale ale PNȚCD, pe linia Maniu-Mihalache-Coposu.

## Predecesori
Ziarul Dreptatea, fondat în 1894 la Timișoara de Corneliu Diaconovici care a fost director al publicației timp de 1 un an. 
Elie Dăianu a fost un an (1895) redactor la ziarul Dreptatea din Timișoara.
În ”Dreptatea”, an II, nr. 338, 20 martie 1897, Ion Luca Caragiale a publicat pamfletul cu titlul “Opinia bărbierului meu asupra repaosului dominical”, semnat cu pseudonimul Ics.